# Dominique Mercy

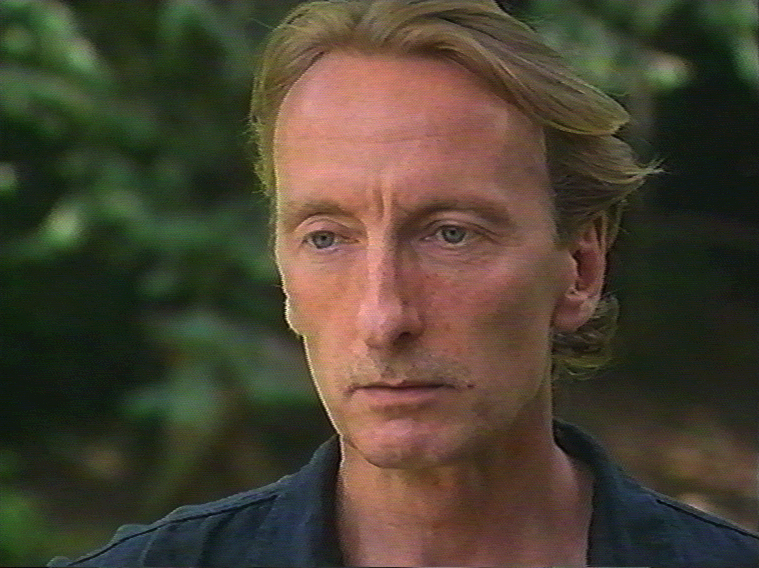
Dominique Mercy (1996)

Dominique Mercy (* 1950 in Mauzac, Département Dordogne) ist ein französischer Tänzer und Choreograf.

## Biographie
Dominique Mercy wurde mit 15 Jahren in das Corps de ballet des Grand Théâtre de Bordeaux aufgenommen und zum klassischen Tänzer ausgebildet. Er hatte seine ersten Auftritte in Frankreich, ab 1968 an der Pariser Oper unter der Leitung von Carolyn Carlson und tanzte auch für Françoise Adrets damals neu gegründetes “Ballet Théâtre Contemporain”. Beim “Saratoga Dance Festival” 1972 in Kalifornien lernte er Pina Bausch kennen. Als sie mit der Spielzeit 1973/74 die Leitung des Tanztheaters Wuppertal übernahm, engagierte sie ihn als Mitglied ihres Ensembles. Seine ersten Hauptrollen nach Choreografien von Pina Bausch tanzte Mercy 1974 und 1975 in den beiden Tanzopern Iphigenie auf Tauris (als Orest) und Orpheus und Eurydike (als Orpheus). Seither ist er in fast allen bekannten Inszenierungen des Tanztheaters Wuppertal aufgetreten. Nach dem Tod von Pina Bausch übernahm er von Oktober 2009 bis 2013 zusammen mit Robert Sturm die künstlerische Leitung des Tanztheaters.
Seit 1988 ist Mercy Dozent für Tanz an der Folkwang Hochschule in Essen.
Die Tochter von Dominique Mercy und Malou Airaudo, Thusnelda Mercy (geboren 1977), gehört ebenfalls zum Ensemble des Wuppertaler Tanztheaters.

## Auszeichnungen
- 1984: Förderpreis des Landes Nordrhein-Westfalen
- 2002: New York Dance and Performance Award (Bessie Award) für „his outstanding achievement in performance within the Wuppertal Tanztheater Pina Bausch“.
- 2002 wurde Mercy mit dem Orden Chevalier des Arts et des Lettres vom französischen Kulturministerium ausgezeichnet.
- 2013: Preis der Enno und Christa Springmann-Stiftung
- 2023: Deutscher Tanzpreis (zusammen mit Jo Ann Endicott, Malou Airaudo und Lutz Förster)

## Filme
- Dominique Mercy danse Pina Bausch. / Dominique Mercy tanzt Pina Bausch. Dokumentation (französische UT), Frankreich, 2003, 56 Min., Buch und Regie: Régis Obadia, Produktion: arte
- Pinas Tanzfestival in Wuppertal. Dokumentation, Deutschland, 2008, 3:01 Min., ein Film von Martina Thöne, Produktion: Westdeutsche Zeitung